# Меморіальна премія імені Януша Зайделя
Нагорода польської асоціації любителів фантастики імені Януша Зайделя, коротка назва Премія імені Януша Зайделя, а іноді й просто Зайдель (пол. Nagroda Fandomu Polskiego imienia Janusza A. Zajdla) — щорічна польська літературна премія з фантастики, яка встановлена учасниками конвенту «Полькон» найкращим польським літературним творам в галузі фантастики, які були видані протягом попереднього календарного року. Голосування та вручення нагород відбувається щорічно під час проведення «Полькону».

## Нагорода польського Фандому
Нагорода польського Фандому бере свій початок від заснованої у 1984 році на щорічній зустрічі клубів любителів фантастики в Лодзі нагороди «Сфінкс». У 1985 році в Свіноуйсьці було визначено, що нагорода буде вручатися щорічно під час кожного «Полькону». Першим лауреатом премії став Януш Зайдель за роман «Рай». Зайдель помер 19 липня 1985 року, і після його смерті рішенням зібрання клубів любителів фантастики нагорода отримала свою теперішню назву. Зазвичай нагорода вручається Ядвігою Зайдель, вдовою письменника, яка взяла над премією почесний патронат. Спочатку лауреат премії обирався голосуванням клубів, а на краківському «Польконі» 1991 року вперше премія вручалась за результатами голосування усіх учасників конвенту. У цьому ж році вперше вручено нагороду у формі статуетки, а також диплом лауреата нагороди.
З 1991 року лауреати нагороди визначаються двома етапами — в голосуванні беруть участь 5 номінованих літературних творів. Номінацію твору можна вислати поштою, а з 2001 року через Інтернет. Існує можливість номінувати твір під час кількох інших польських конвентів. Саме ж голосування відбувається під час щорічного «Полькону», існує також можливість викупу права голосу, що дозволяє взяти участь у виборах лауреатів нагороди без приїзду на конвент.
З 1992 року нагорода вручається у двох номінаціях — роман та оповідання. Романом вважається літературний твір об'ємом не менше 100 нормалізованих сторінок (1800 друкарських знаків на сторінці).
Голосування відбувається за так званою австралійською системою (замість вибору одного кандидата, вибирається їх порядок у бюлетені для голосування), з опцією «без нагороди», у випадку перемоги цієї опції нагороду в цій категорії за попередній календарний рік не присуджують.
Проєктантом статуетки лауреата премії є професор Академії образотворчих мистецтв у Кракові Веслав Бєляк.
З 2005 року оповідання і фрагменти романів, які номінуються на премію, публікуються у безкоштовній антології, за допомогою якої пропагується польська фантастика.

## Лауреати нагороди
Список лауреатів нагороди згідно з офіційною вебсторінкою конкурсу:

### 1984—1991
| Рік  | Літературний твір                     |
| ---- | ------------------------------------- |
| 1984 | Януш Зайдель, «Рай»                   |
| 1985 | Марек Баранецький, «Голова Кассандри» |
| 1986 | Премію не присуджували                |
| 1987 | Премію не присуджували                |
| 1988 | Едмунд Внук-Липинський, «Напіврозпад» |
| 1989 | Премію не присуджували                |
| 1990 | Анджей Сапковський, «Менше зло»       |
| 1991 | Марек Губерат, «Більше покарання»     |

### З 1992 року
| Рік  | Роман                                                                   | Оповідання                                                  |
| ---- | ----------------------------------------------------------------------- | ----------------------------------------------------------- |
| 1992 | Фелікс Крес, «Король Безкраїв»                                          | Анджей Сапковський, «Меч призначення»                       |
| 1993 | Премію не присуджували                                                  | Анджей Сапковський, «У вирві від бомби»                     |
| 1994 | Анджей Сапковський, «Кров ельфів»                                       | Ева Бялоленцька, «Ткач ілюзій»                              |
| 1995 | Рафал Земкевич, «Перчена доля катеринщика»                              | Конрад Левандовський, «Записник 2015»                       |
| 1996 | Томаш Колодзейчак, «Кольори штандартів»                                 | Рафал Земкевич, «Спляча королівна»                          |
| 1997 | Марек Губерат, «Другий портрет у алебастрі»                             | Ева Бялоленцька, «Небеса мага»                              |
| 1998 | Рафал Земкевич, «Вальс століття»                                        | Анна Бжезінська, «Аж страшно згадати, як я її кохав»        |
| 1999 | Марек Губерат, «Гніздо світів»                                          | Антоніна Лідтке, CyberJoly Drim"                            |
| 2000 | Анна Бжезінська, «Змієва арфа»                                          | Яцек Дукай, «Катедра»                                       |
| 2001 | Яцек Дукай, «Чорні океани»                                              | Анджей Земянський, «Autobahn nach Poznań»                   |
| 2002 | Анджей Сапковський, «Вежа Блазнів»                                      | Анджей Піліп'юк, «Двоюрідні сестрички»                      |
| 2003 | Яцек Дукай, «Інші пісні»                                                | Анджей Земянський, «Запах скла»                             |
| 2004 | Яцек Дукай, «Виняткова недосконалість»                                  | Анна Бжезінська, «Води, глибокі як небо»                    |
| 2005 | Ярослав Ґжендович, «Господар льодового саду, том І                      | Ярослав Ґжендович, „Вовча заметіль“                         |
| 2006 | Ярослав Ґжендович, „Попіл і курява“                                     | Майя Лідія Коссаковська, „Дракон танцює для Чунг Фонга“     |
| 2007 | Яцек Дукай, „Крига“                                                     | Віт Шостак, „Місто трун. Увертюра“                          |
| 2008 | Рафал Косик, „Хамелеон“                                                 | Анна Каньтох, Світи Данте»                                  |
| 2009 | Анна Каньтох, Передмісячні", том І                                      | Роберт Веґнер, «Усі ми мееханіки»                           |
| 2010 | Яцек Дукай, «Король болю і коник-стрибунець»                            | Анна Каньтох, «Духи в машинах»                              |
| 2011 | Майя Лідія Коссаковська, «Грильбар «Галактика»»                         | Якуб Цвєк, Казка про шестерні та розвороти                  |
| 2012 | Роберт Веґнер, «Сталеве небо»                                           | Роберт Веґнер, Ще один герой                                |
| 2013 | Кшиштоф Піскорський, Тіньорит                                           | Анна Каньтох, Непостійна людина                             |
| 2014 | Міхал Холєва, Форта                                                     | Анна Каньтох, Мистецтво порозуміння                         |
| 2015 | Роберт Веґнер, Пам'ять усіх слів. Оповідання з мееханського прикордоння | Роберт Веґнер, Мовчання вівці                               |
| 2016 | Кшиштоф Піскорський, Сорок і чотири                                     | Лукаш Орбітовський, Міхал Цетнаровський, Дізнання з Борутою |
| 2017 | Рафал Косик, Розарій                                                    | Марта Кісель, Шалавила                                      |
| 2018 | Роберт Веґнер, Кожен мертвий сон. Оповістки з Меекханського прикордоння | Марта Кісель, Перше слово                                   |
| 2019 | Радек Рак, Байка про зміїне серце, або друге слово про Якуба Шелю       | Марта Потоцька, Хом'як                                      |
| 2020 | Агнешка Галас, Чернь не забуває                                         | Кшиштоф Матковський, Кшиштоф Ревюк, Святі з Вуковару        |
| 2021 | Магдалена Салік, Полум'я                                                | Міхал Холєва, Утеча                                         |
| 2022 | Радек Рак, Аґла. Алеф                                                   | Міхал Холєва, На рубежі                                     |
| 2023 | Іштван Візварі, Лагранж. Листи із Землі                                 | Агнєшка Галас, Цвіркуни в солі                              |

## Оцінки премії
Премію, як таку, що має високий престиж серед любителів польської фантастики, підтримує багато польських письменників та видавців, пов'язаних з фантастикою. Медійний патронат над премією підтримує щомісячний журнал «Nowa Fantastyka». До кола Друзів Премії належать велика кількість видавництв, журналів та сайтів Інтернету. З 1998 року спостерігається зростання впливу премії. Щоразу частіше списки лауреатів премії та номінованих на неї з'являються у пресі (у тому числі в щоденних газетах, телебаченні та радіопередачах), і вона стає відомішою серед осіб, які не входять до кола людей, пов'язаних із середовищем любителів польської фантастики. Про нагороду позитивно відгукувались також і її лауреати Анджей Сапковський та Рафал Земкевич. Томаш Колодзейчак в інтерв'ю журналу «Click! Fantasy» в 2002 році написав, що його найбільшою гордістю є премія Януша Зайделя, того ж року написав також статтю про нагороду, яка додана до матеріалів його прес-конференції.

### Критика
Нагорода також неодноразово піддавалась критиці. Частина фанів і письменників вважає, що нагорода втратила свій престиж у зв'язку із невеликою кількістю тих, хто голосує на другому етапі відбору лауреатів, хоча фактичне число голосуючих (150—300 осіб, що означає вищий процент допущених до голосування, ніж при голосуванні за премію Г'юго) і приблизно рівна кількості голосуючих у 1991 році. Крім того, під час голосування за лауреатів відбувались також процедурні порушення, найсерйознішим з яких була помилкова роздача частині учасників «Полькону-2003» бюлетенів для голосування без печатки.
У 2003 році Марек Орамус у одному з інтерв'ю сказав, що премія Зайделя є лише світською нагородою, а середовище навколо неї створює внутрішні преференції, якими й керується під час голосування. На його думку, особи, які перебувають у конфлікті з цим середовищем, не мають шансу на номінацію, що, на його думку, можна простежити по присудженню інших літературних нагород. Він також критикує застосування австралійської системи голосування, вважаючи, що за її допомогою відбувається непрозоре відсіювання кандидатів на нагороду, хоча такий самий спосіб голосування застосовується при визначенні лауреатів премії «Г'юго», премії «Worldconу» та світового конвенту наукової фантастики.
Із критикою нагороди виступав також Томаш Пациньський, який двічі номінувався на неї у 2001 та 2002 роках, та вказував на деякі порушення регламенту та процедури голосування (частина із них усунута під час «Полькону-2004»), а також редактор щомісячного журналу «Science Fiction» Роберт Шмідт. 2004 року Конрад Левандовський, один із лауреатів нагороди, написав відкритого листа до Ядвіги Зайдель із вимогою про скасування імені Зайделя в назві нагороди. Яцек Дукай після розмови з Ядвігою Зайдель повідомив, що вона не має наміру цього робити, та вважає закиди Левандовського безпідставними. На думку іншого неодноразового лауреата премії Рафала Земкевича, збільшення критики пов'язане зі зростанням значення нагороди.
Нагороду критикував також Яцек Пєкара, за що отримав антинагороду «Золотий Метеор», критика також була досить відчутною, коли в одному році по кілька номінацій отримували Стефан Дарда і Якуб Цвєк.
У 2016 році у зв'язку із включенням у попередній список номінантів на премію творів, які були опубліковані у видавництвах на замовлення і коштом самих авторів цих творів (так званих «vanity press»), частина польських письменників зажадали вилучення своїх творів зі списку номінантів на премію.

## Галерея

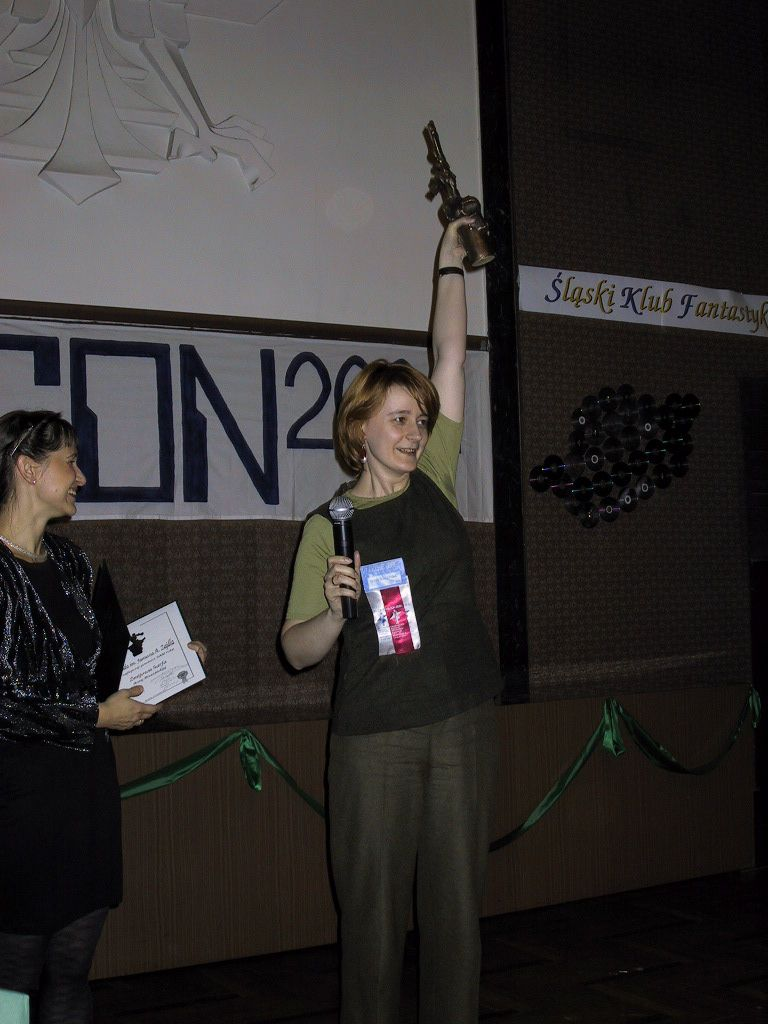
Анна Бжезінська, 2000
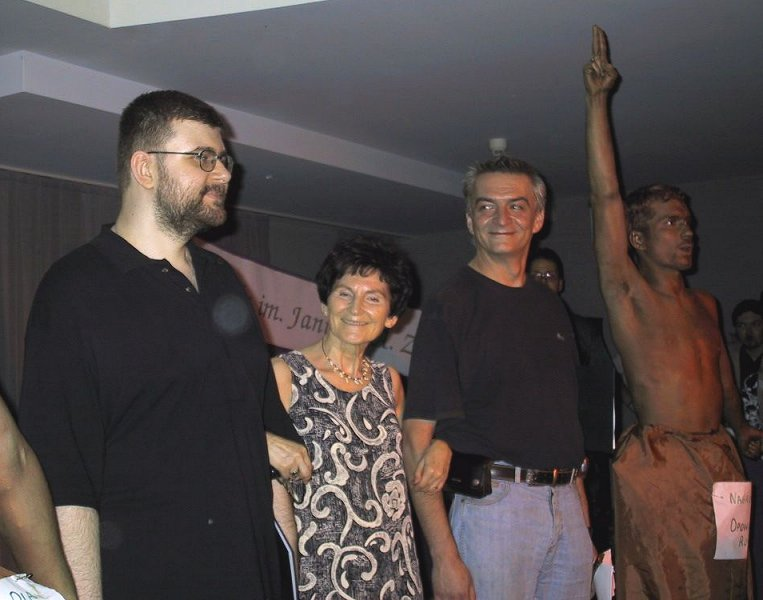
Яцек Дукай, Ядвіга Зайдель, Анджей Зємянський, 2001
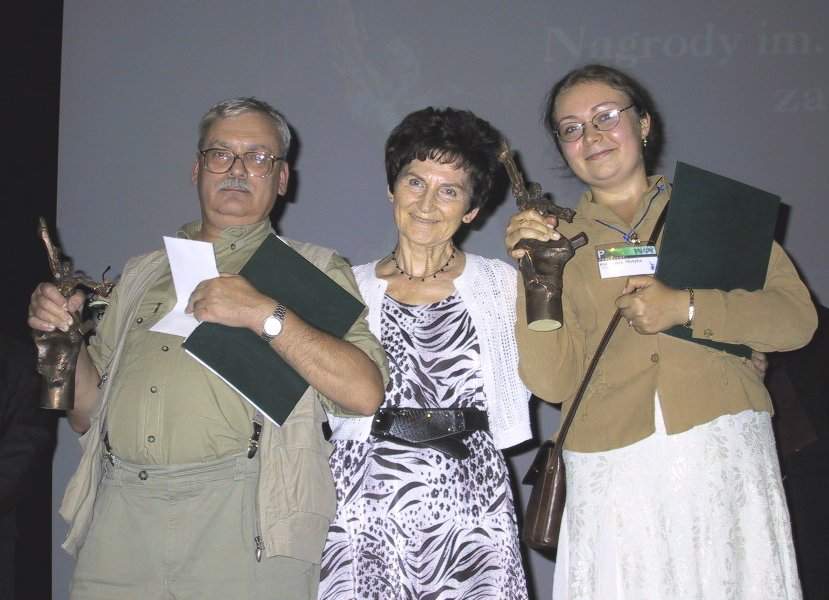
Анджей Сапковський, Ядвіга Зайдель і Катажина Мотика (замість Анджея Піліп'юкак), 2002
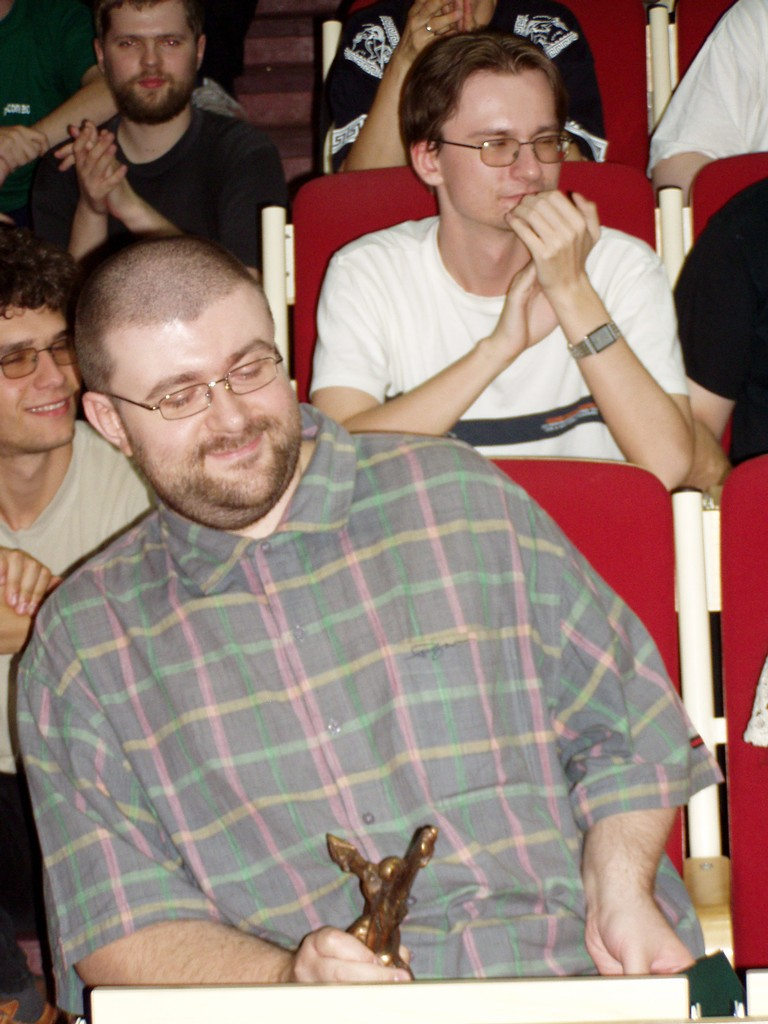
Яцек Дукай, 2003
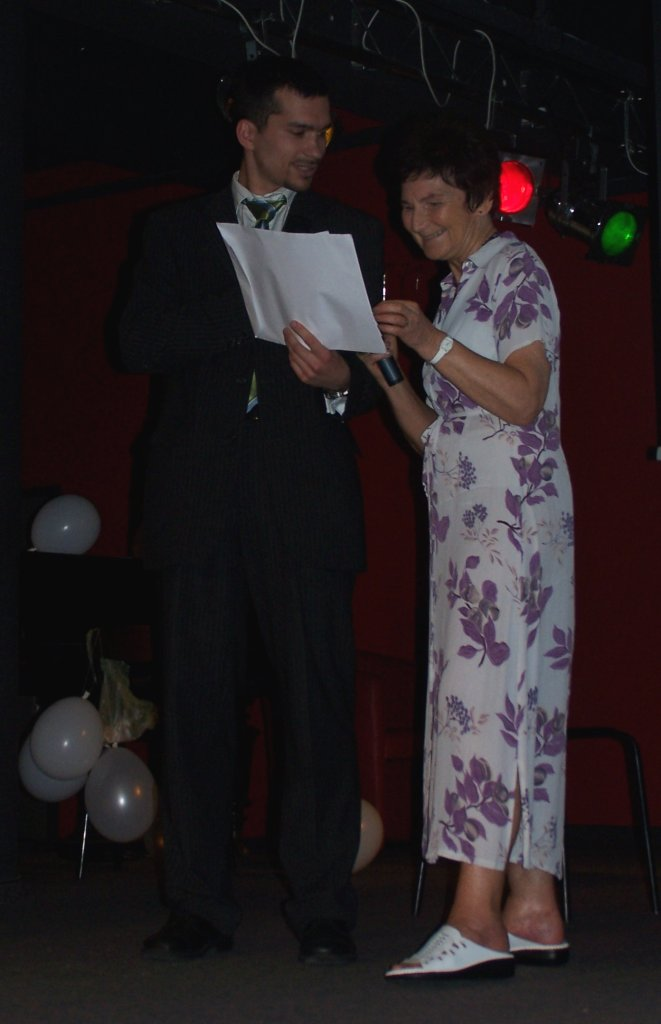
Оголошення номінацій за 2005 рік
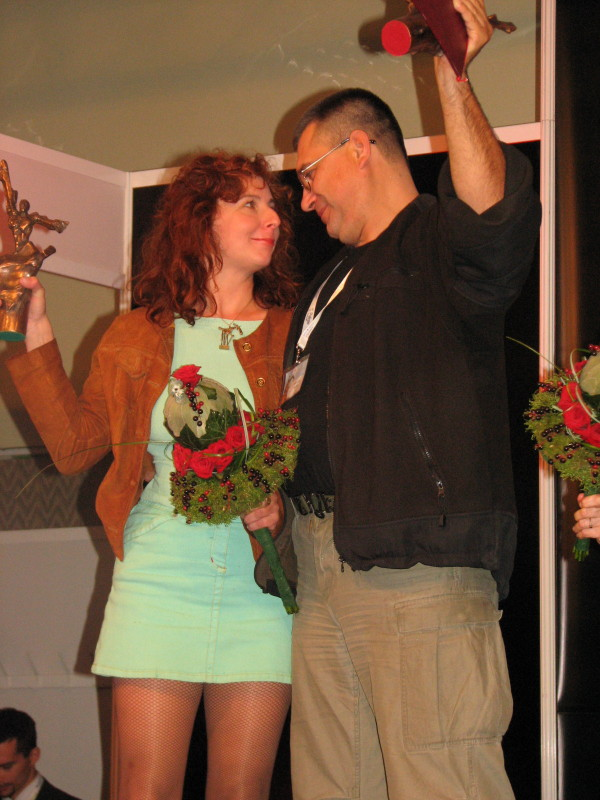
Ярослав Ґжендович і Майя Лідія Коссаковська, 2006
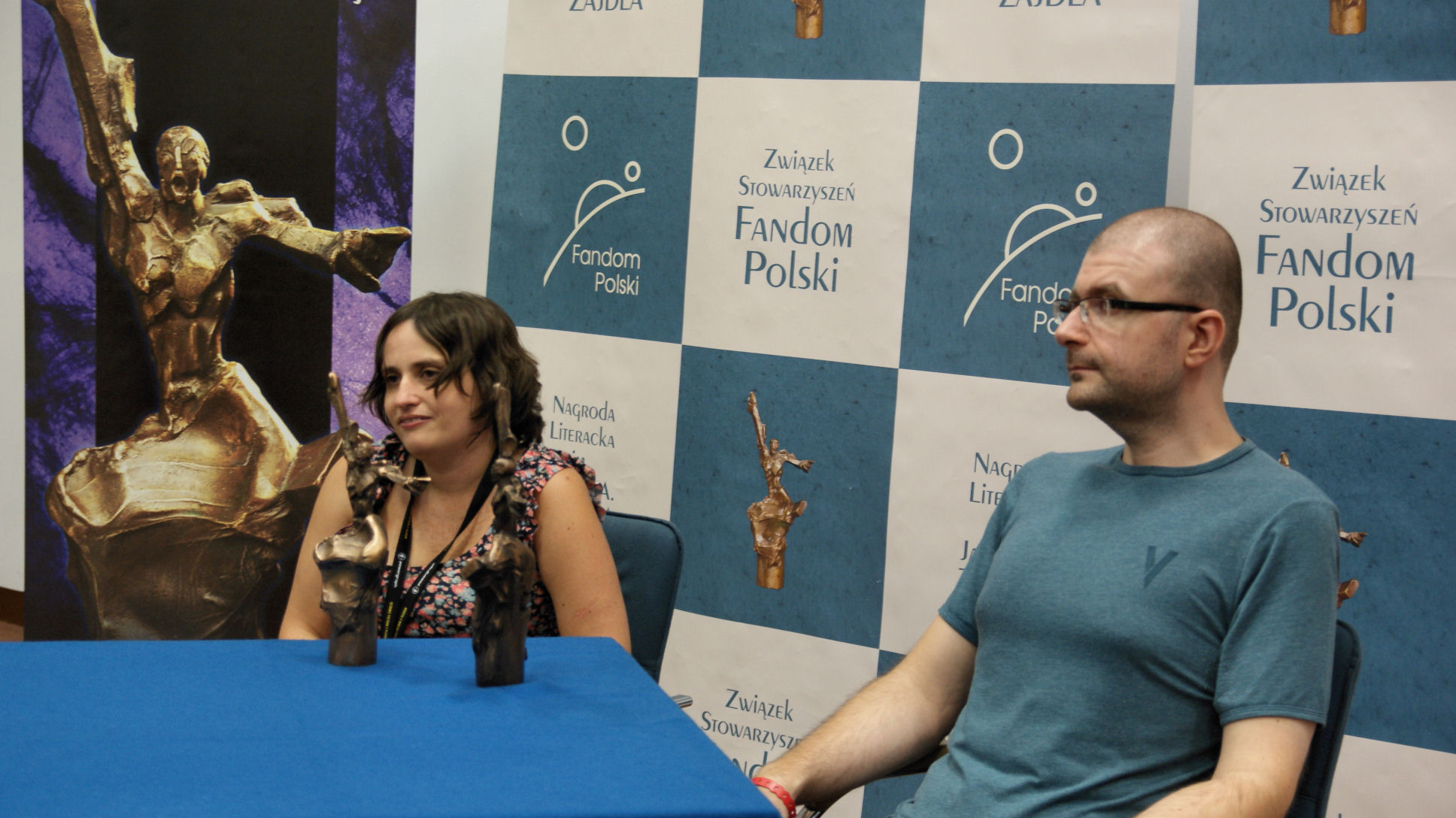
Анна Каньтох і Яцек Дукай, 2010
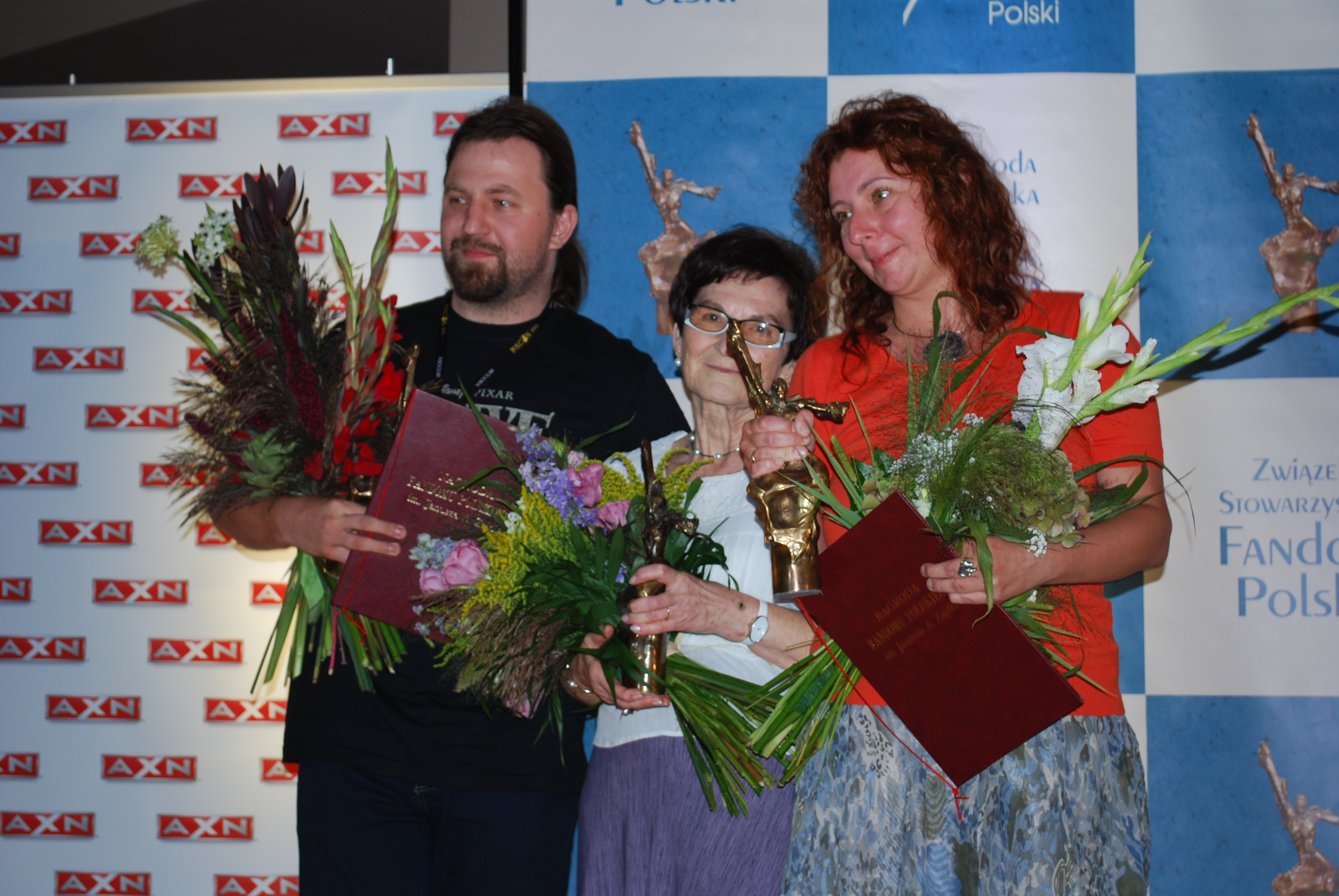
Якуб Цвєк і Майя Лідія Коссаковська разом із Ядвігою Зайдель, 2012
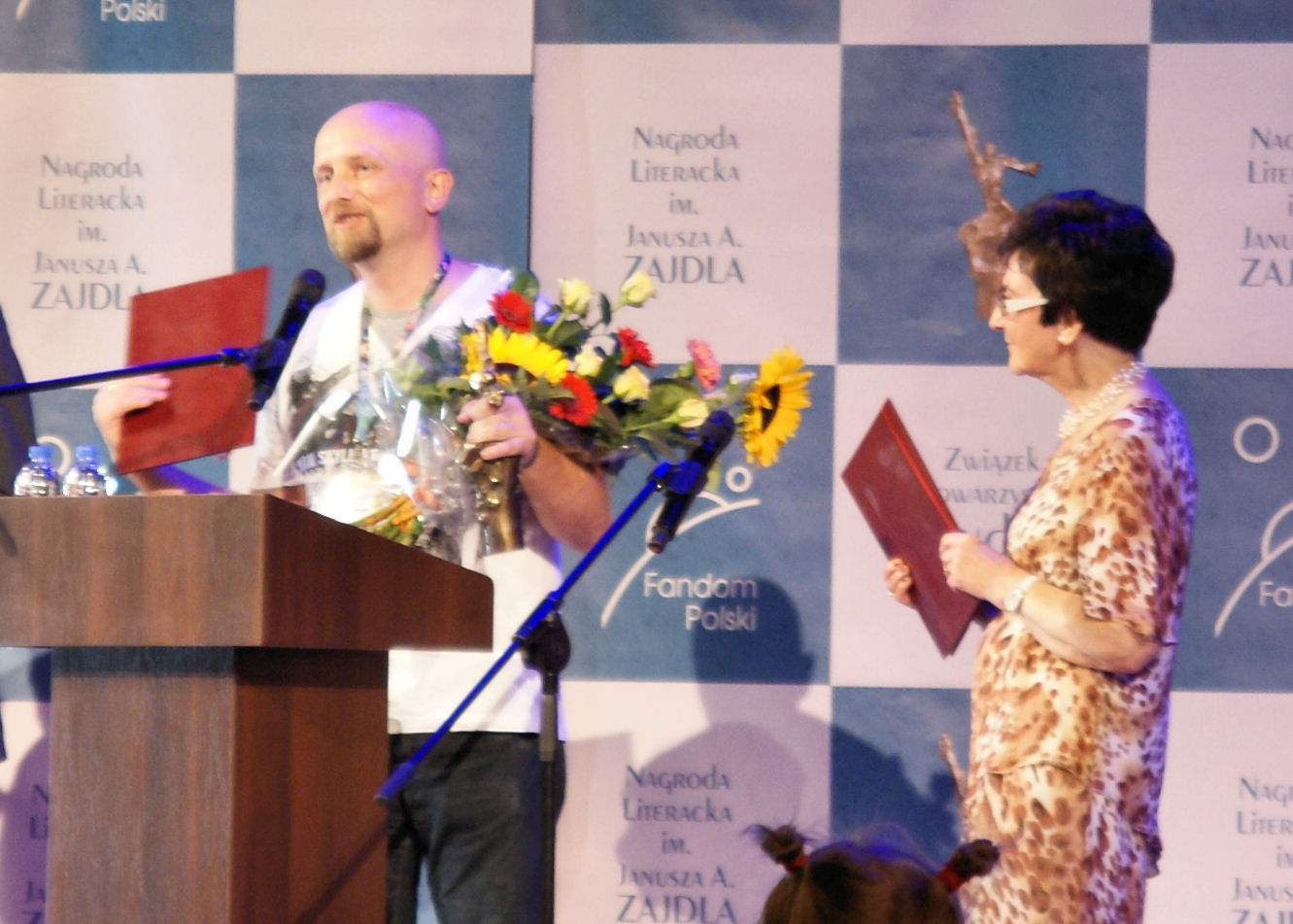
Роберт Веґнер разом із Ядвігою Зайдель, 2013